# ピバビスカ川
ピバビスカ川（ピバビスカがわ、英語: Pivabiska River）とは、北アメリカ大陸の北部を流れる、小さな河川の1つである。ピバビスカ川は、ムース川水系の河川の1つであり、ムース川の支流の1つのミシナイビ川の左岸へと合流している。

## 流域について
ピバビスカ川は、ミシナイビ川の支流の1つである。ピバビスカ川の流路の全てはカナダ中部のオンタリオ州北東部のコクレーン地区に属している。同じくコクレーン地区に存在する湖の1つであるピバビスカ湖を起点として、この川は流れ出しており、そこから概ね北へと流れた後、東北東に向きを変えてからミシナイビ川の左岸へと合流して終わっている。つまり、流路全体で見ると、ピバビスカ川は概ね北東方向へと流れる河川と言える。合流後、ピバビスカ川の水は、ミシナイビ川を経てムース川を流れ、そしてムース川の河口が存在する、北極海の一部であるジェームズ湾の南端部（湾の一番奥の辺り）へと流れ込んでいる。